# Josef Anton Serenio

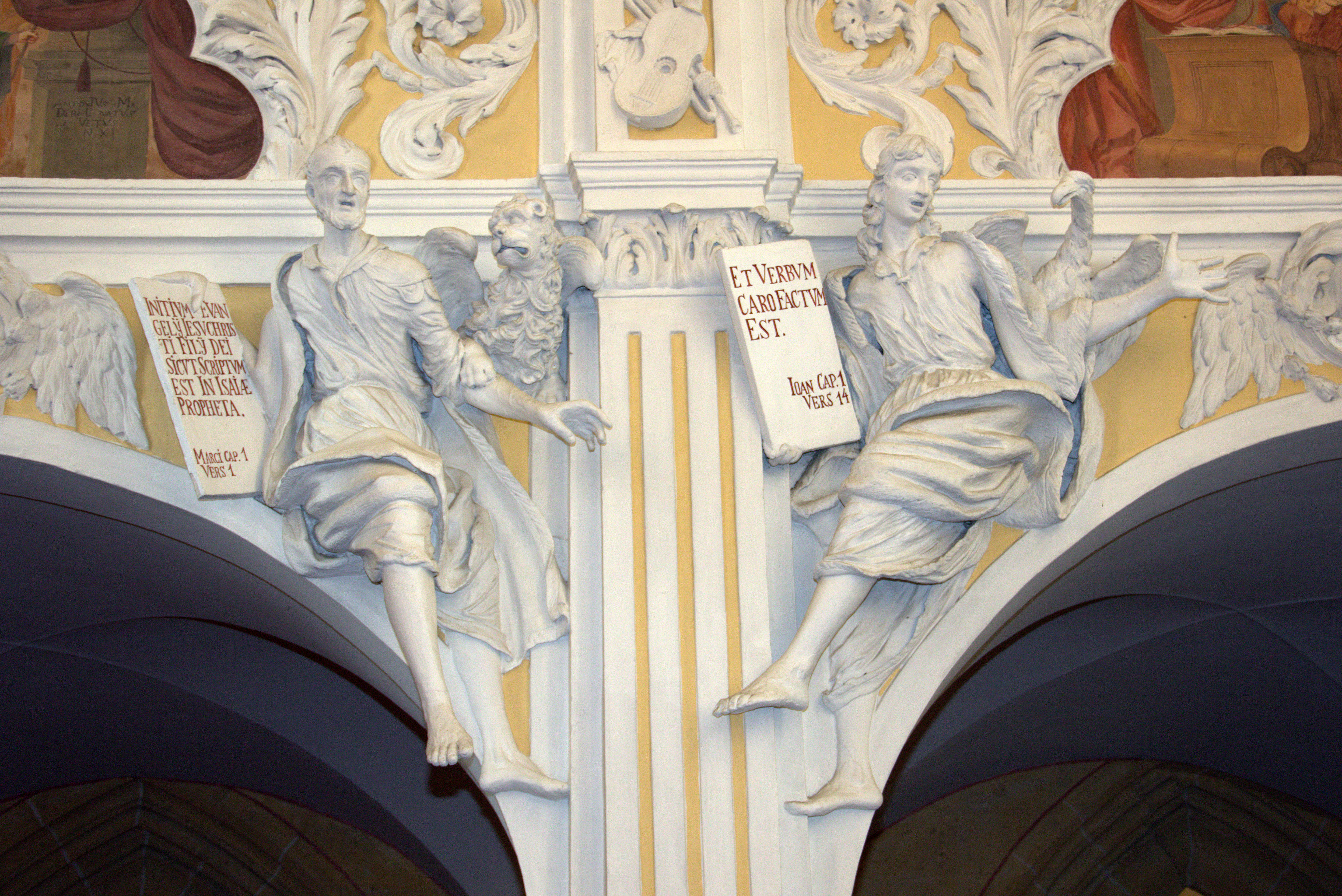
Wallfahrtskirche Pöllauberg, Orgelempore mit vier Evangelisten und zwei Propheten 1691

Joseph Antonio Serenio, auch Giuseppe Serena (* in Arogno im Bezirk Lugano der Schweiz ?; † 30. August 1710 in Graz), war ein österreichischer Bildhauer und Stuckateur.

## Leben
Der aus dem Bezirk Lugano in der Schweiz zugewanderte Junggeselle Alessandro Serena, seiner Kunst ein Stuckateur, verheiratete sich am 21. Jänner 1659 in Graz. Vom 30. November 1659 bis 1665 sind drei Kinder, bis 1678 weitere drei dokumentiert. Ein Sohn Josef Anton ist nicht dabei. Bei den Stuckaturen 1682/83 in der Beletage von Schloss Eggenberg arbeitete Josef Anton Serenio bereits mit. Er übernahm 1688 nach dem Tod des Vaters Alexander Serenio die Werkstätte.
- Anmerkung

In der Literatur wird er als Sohn des Alexander bezeichnet. Der Kunsthistoriker Albert Ilg nennt Giuseppe Serenio einen Verwandten (Sohn ?). Ein Kind aus einer Heirat in der Heimat ?.

### Werke (Auswahl)
- Schloss Eggenburg

Im Schloss Eggenburg gestaltete Alexander Serenio mit seiner Werkstätte und Sohn Josef Anton die Festsäle in den Jahren 1682/83. Der Maler Hans Adam Weissenkircher schuf die Gemälde.
- Mausoleum Ehrenhausen im Bezirk Leibnitz

Der Vater Alexander Serenio († 1688) arbeitete ab 1685 in der oberen Kuppelzone des Mausoleums Ehrenhausen. nach seinem Tod setzte Joseph Anton Serenio die Arbeiten in der unteren Kuppelzone fort. Es ist möglich, dass er nach einem Riss des jungen Fischer von Erlach arbeitete.

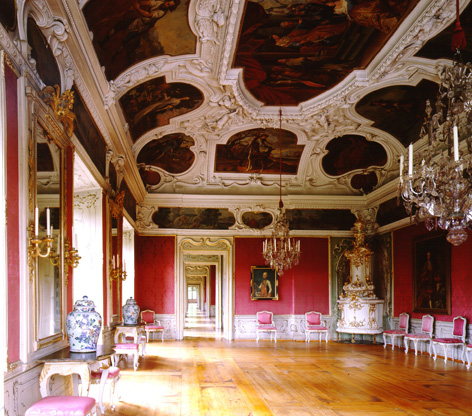
Schloss Eggenburg Beletage 1682
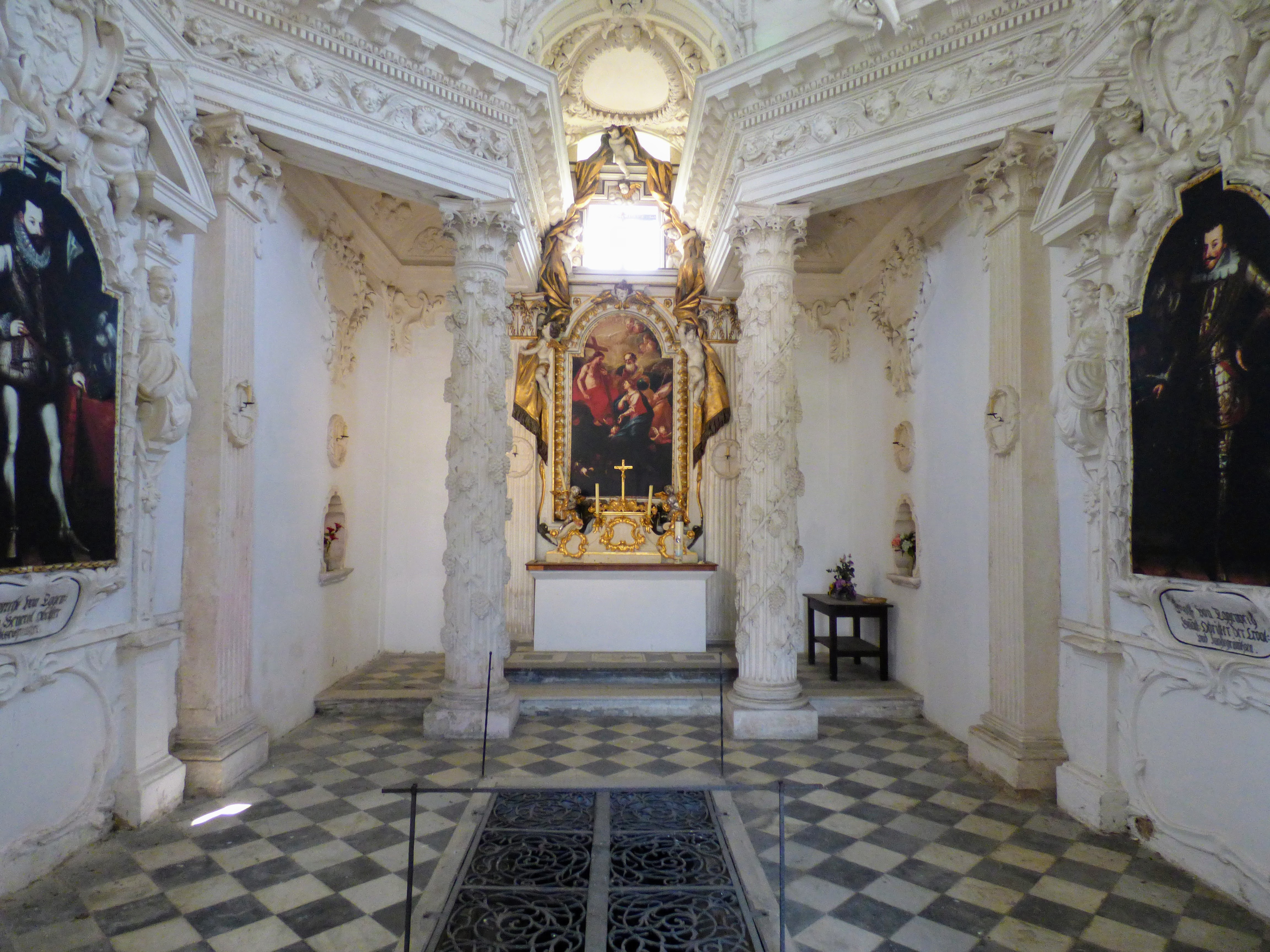
Mausoleum Ehrenhausen innen
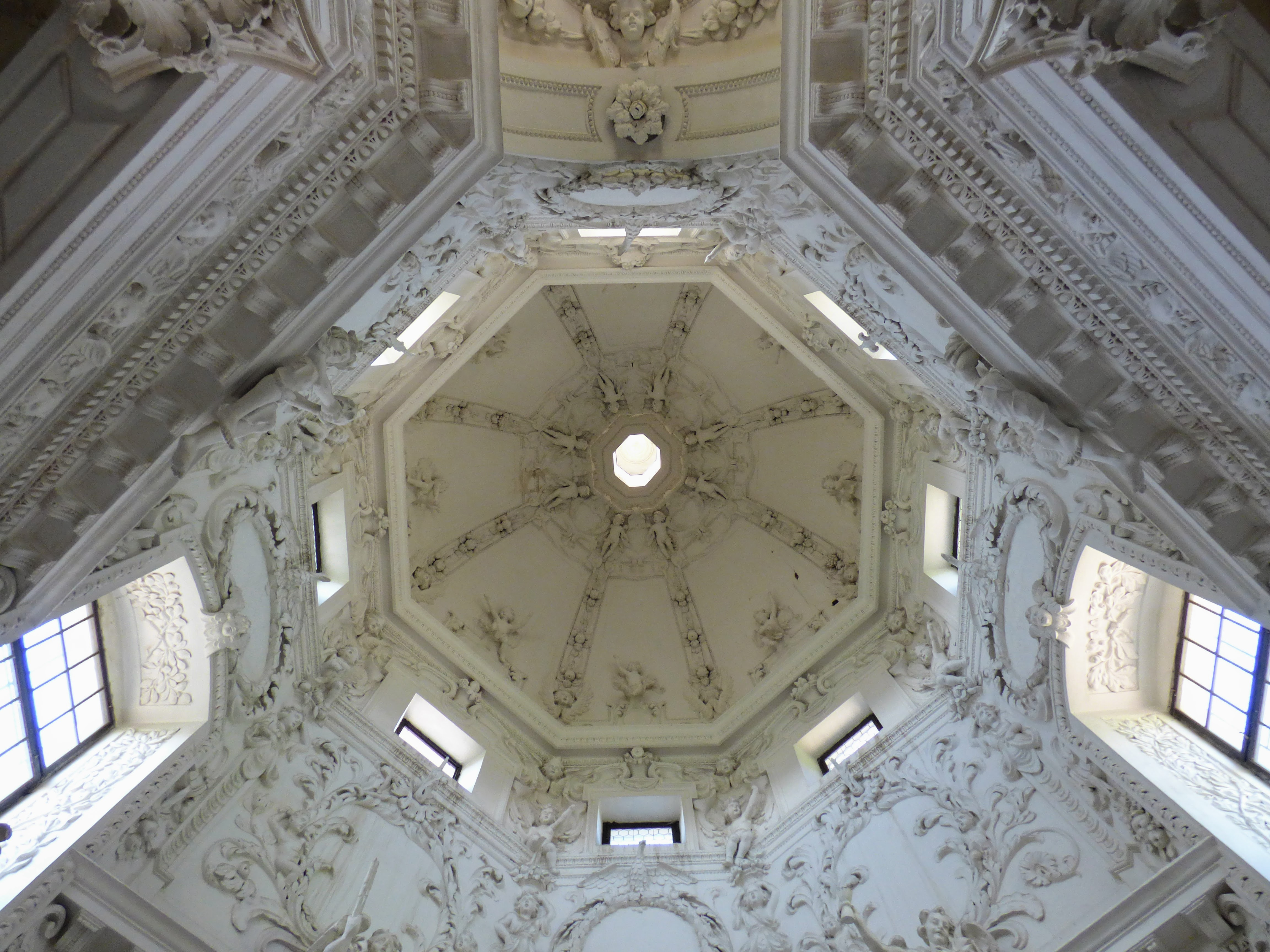
Kuppel, Stuck oben Alexander, unten Josef
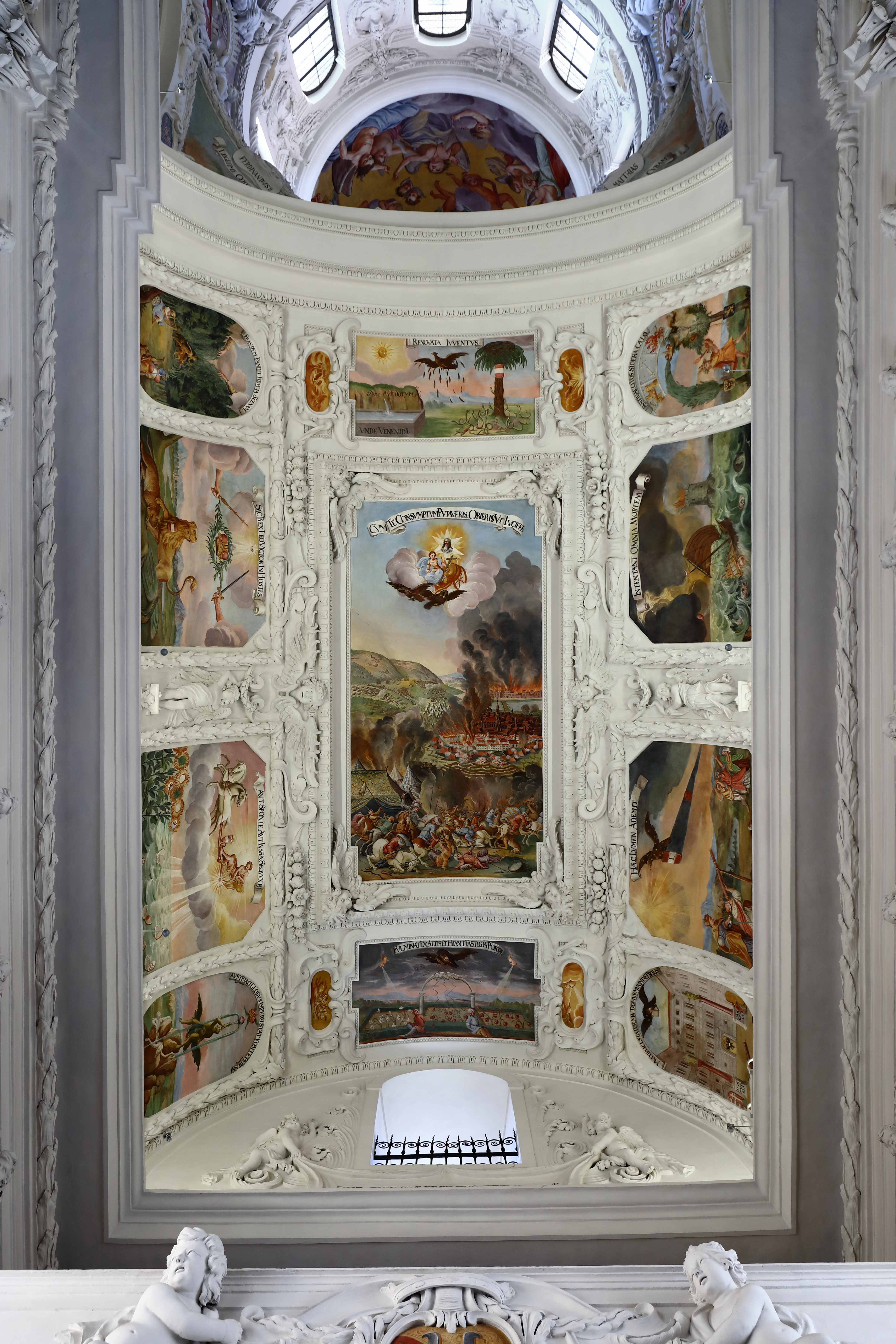
Katharinenkirche
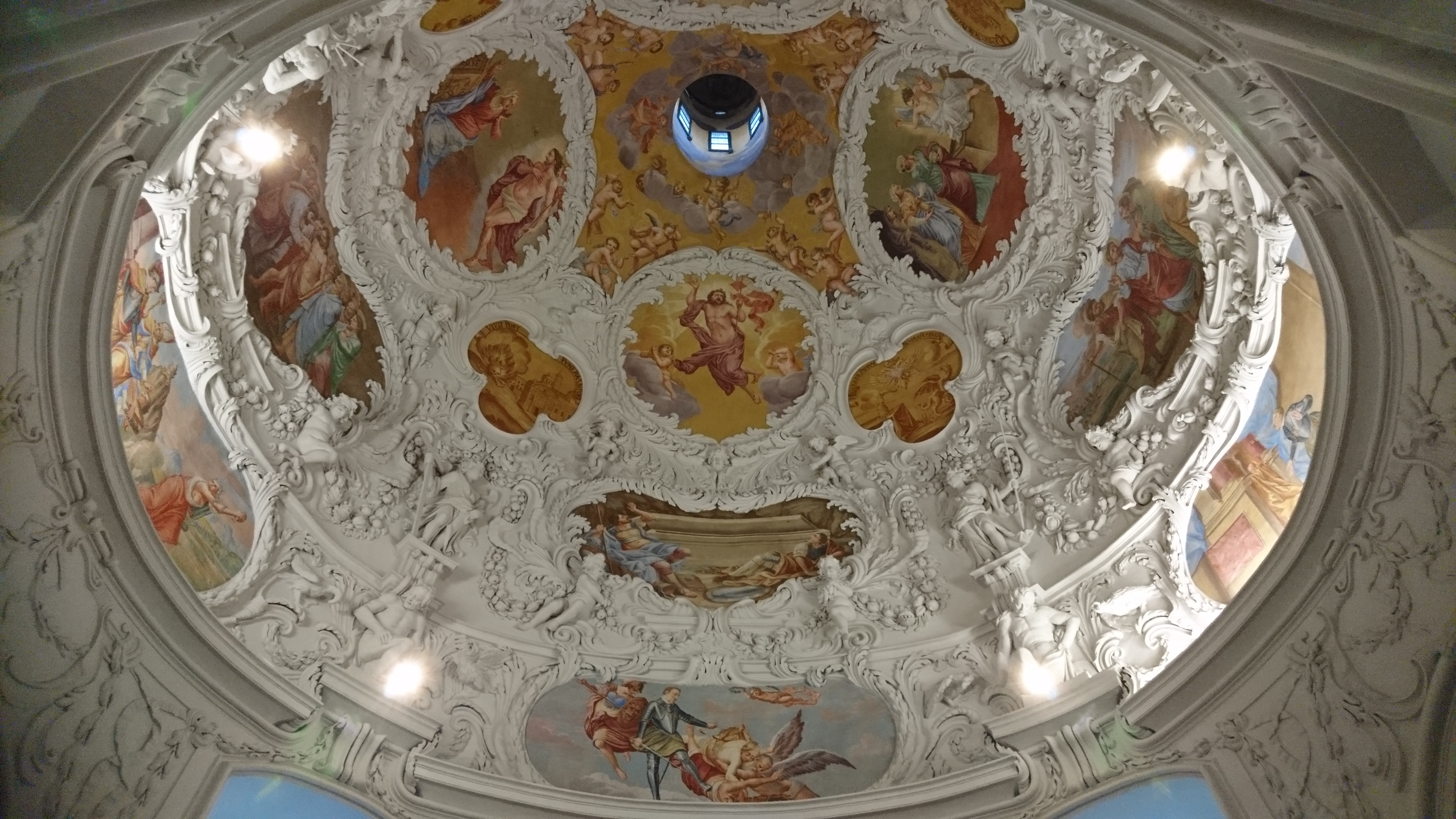
Mausoleum Graz innen
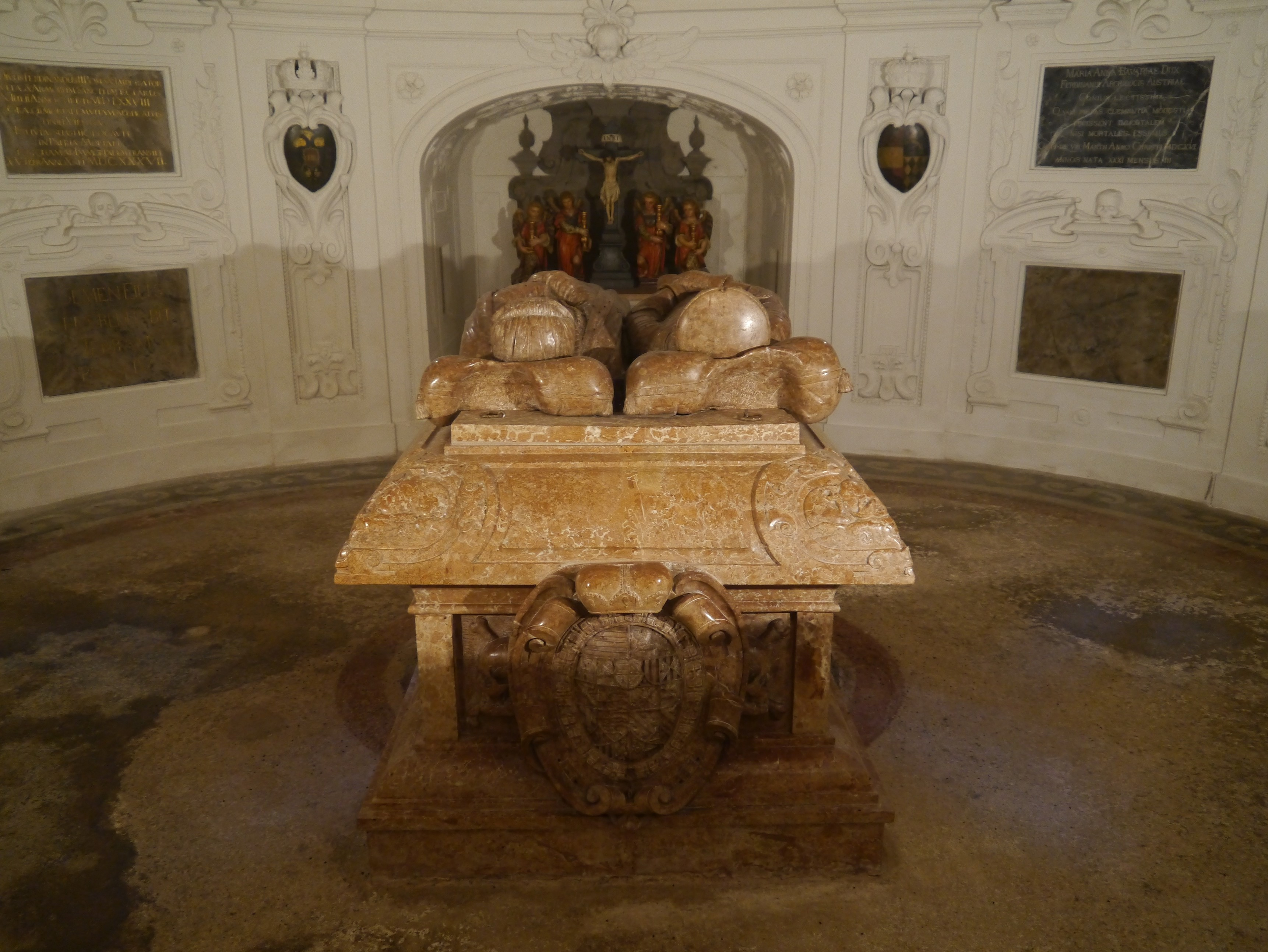
Gruftraum 1694

- Kirche und Mausoleum Kaiser Ferdinands II. in Graz

Die Entwürfe für die Stuckdekorationen im Grazer Mausoleum lieferte 1687 Johann Bernhard Fischer von Erlach. Die Arbeiten führten 1688/89 Josef Serenio, Girolamo Rossi und Antonio Quadrio aus. 1694 erfolgte eine Restaurierung der Arbeiten des Mathias Camin von 1640 im unteren Gruftraum durch Josef Antonio Serenio.
- Allerheiligenkirche in Graz Eggenberg

Die Stuckdekorationen der Allerheiligenkirche (Graz) von 1690 werden ihm zugeschrieben.
- Palais Kollonitsch in Graz

Die Stuckarbeiten im Palais Kollonitsch werden Joseph Antonio Serenio, die Malereien Antonio Maderni zugeschrieben.
- Palais Welserheimb in Graz

Die Gewölbe im Palais Welsersheimb wurden 1691–1694 reich stuckiert, die im 1. und 2. Stock können aus stilistischen Gründen Sereni zugeordnet werden.
- Wallfahrtskirche Pöllauberg im Bezirk Hartberg

In der Wallfahrtskirche Pöllauberg stuckierte Serenio 1691 die Orgelempore auch mit plastischen Figuren
- Grazer Dom ‚Mater Dolorosa‘–Kapelle

Die Mater Dolorosa-Kapelle im südlichen Seitenschiff der Kirche wurde 1618 errichtet. Der Landeshauptmann der Steiermark Graf Georg von Stubenberg stifrtete 1695 den Umbau, Joseph Antonio Sereni gestaltete Akanthus-Stuckaturen. (Heute Kinderkapelle)

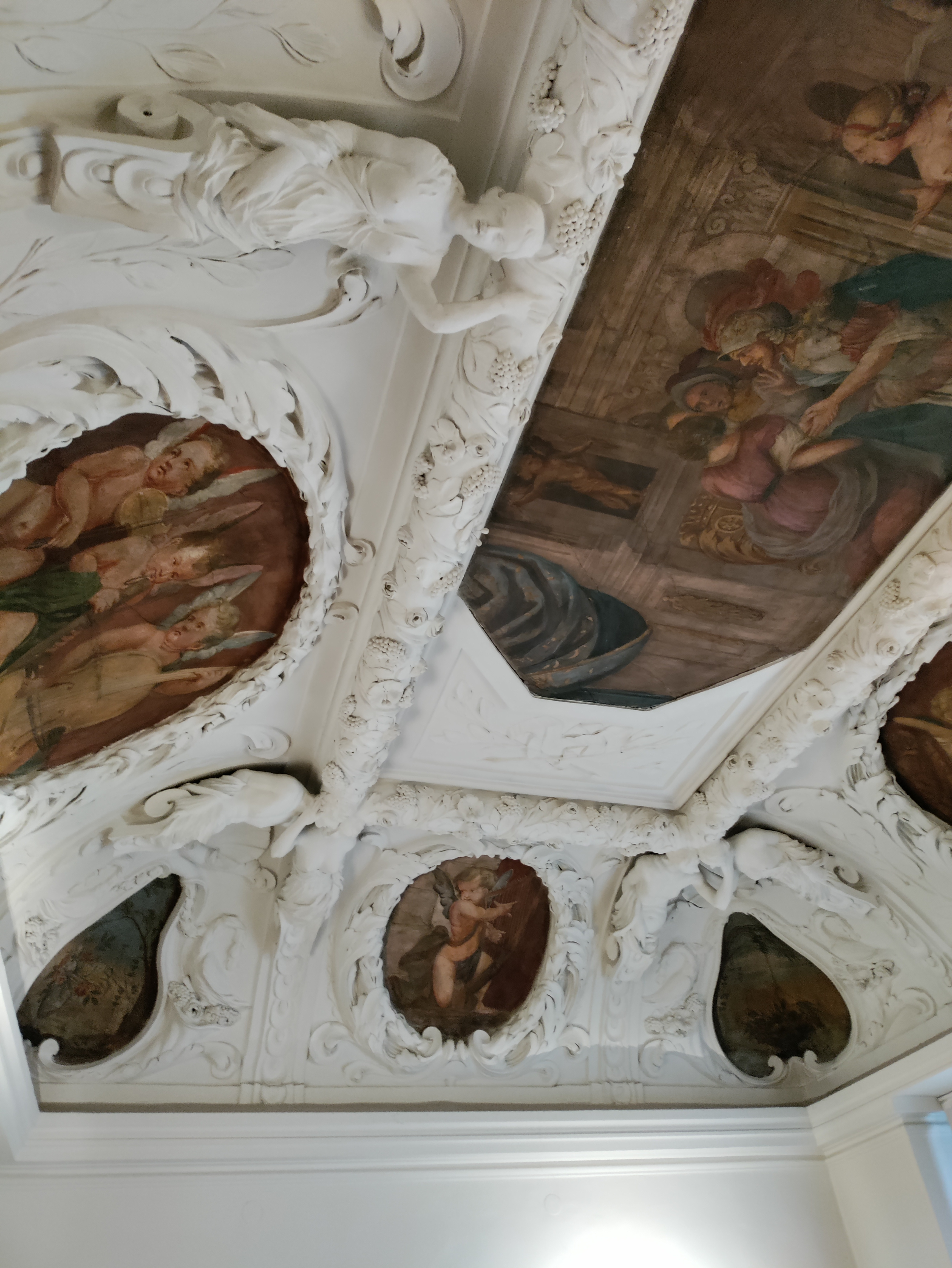
Pal. Kollonitsch, Deckenstuck figürlich
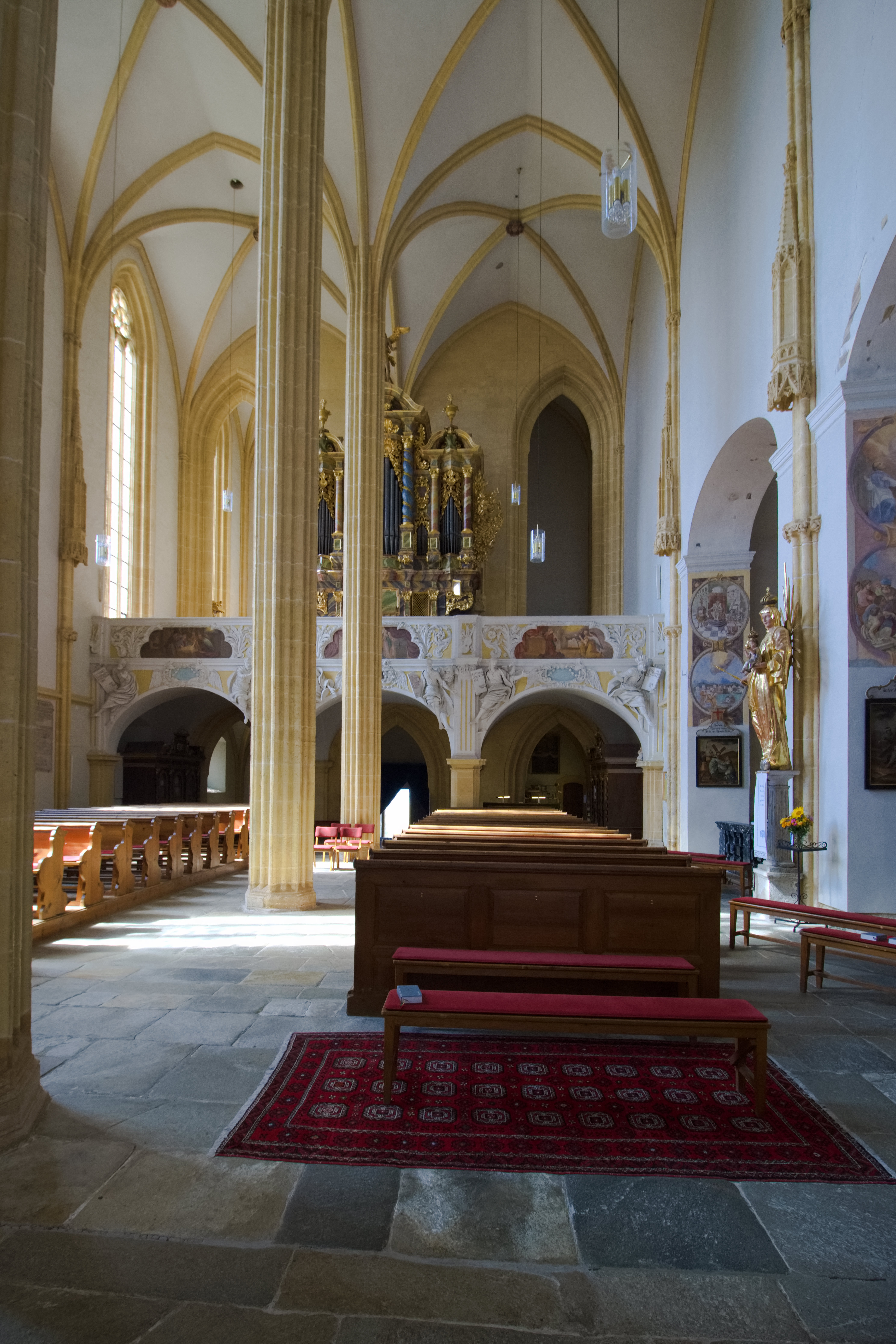
Pöllauberg Empore 1691
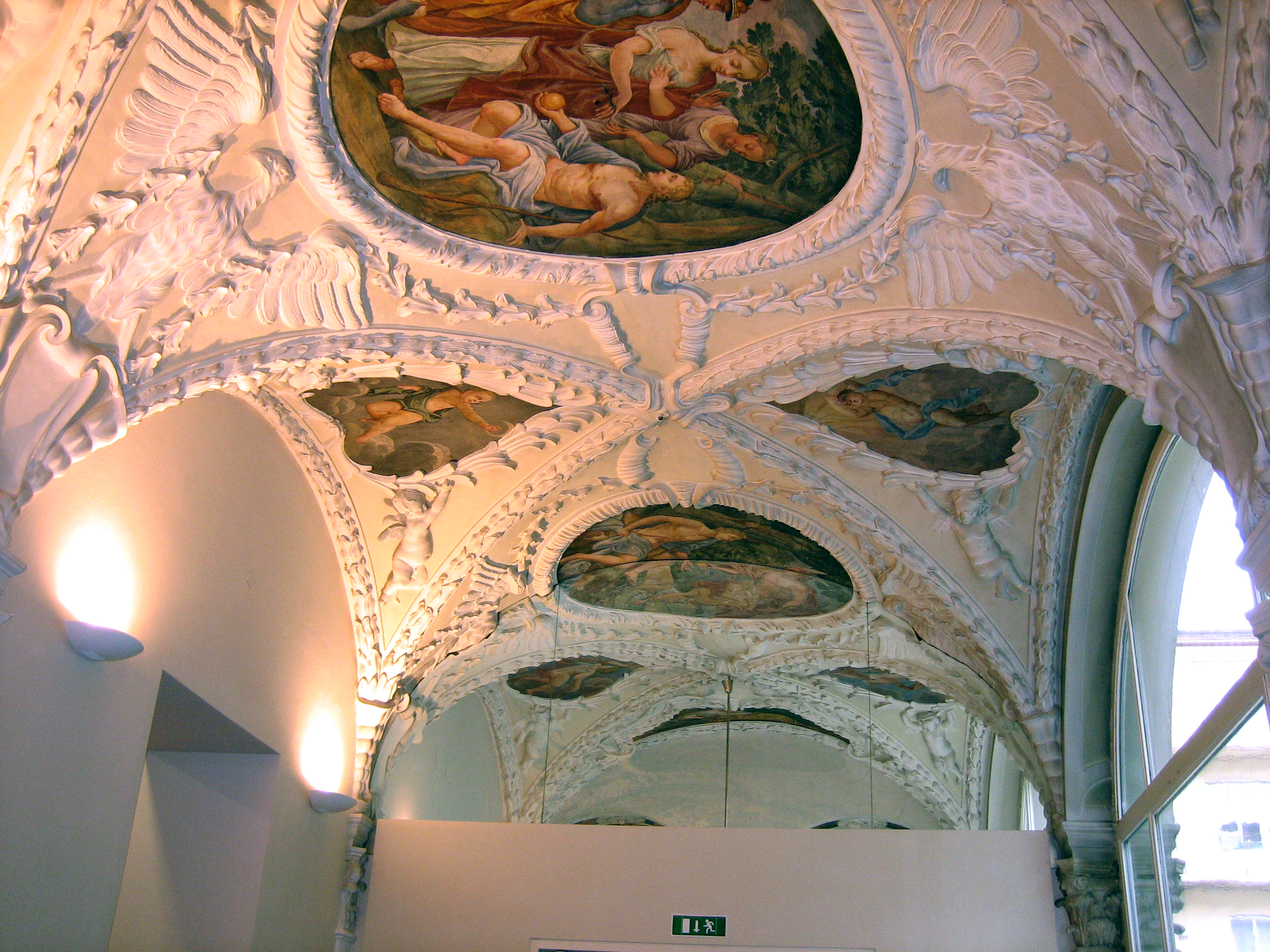
Palais Welsersheimb

- Florianikirche in Graz-Straßgang

In der Florianikirche in Straßgang wurden Akanthus-Deckenstuckaturen 1697 von Josef Antonio Serenio modelliert. 1957 erfolgte eine Restaurierung durch den Künstler Toni Fötsch.
- Pfarrkirche Mariahilf, ehem. Minoritenkloster in Graz

Im „Minoritensaal“, als ehemaliges „Sommerrefektorium“ für die Mönche von Baumeister Joachim Carlone 1691 erbaut, auch im Stiegenhaus das Deckenstuck – in der Art des Joseph Antonio Serenio.